# Heaven Tonight
Heaven Tonight (Epic, 1978) es el tercer álbum de la banda de rock estadounidense Cheap Trick. El álbum fue remasterizado y reeditado en 1998 por la filial de Sony Epic/Legacy, incluyendo como material adicional las maquetas de «Stiff Competition» y «Surrender» de las sesiones previas de grabación.
Como ocurre en otros álbumes de la banda, la portada y contraportada muestran, respectivamente, al cantante Robin Zander junto al bajista Tom Petersson de un lado, y al guitarrista Rick Nielsen junto al batería Bun E. Carlos, de otro. En éste, la contraportada revela que el grupo se encuentra en unos lavabos públicos.
Tom Werman fue —al igual que en su anterior álbum In Color— el productor del disco, y Gary Ladinsky el ingeniero de sonido. Junto a los músicos de la banda, colabora en algunos temas el teclista Jai Winding. La portada corrió a cargo de Benno Friedman.

## Descripción general
Heaven Tonight es para gran parte de la crítica el mejor de los tres primeros álbumes de Cheap Trick y por extensión el punto culminante de su carrera. Mientras que en su álbum homónimo de debut el grupo mostró su lado más crudo y oscuro, y en In Color su lado más amable y pop, Heaven Tonight unió ambos registros para obtener un disco de pop y rock pegadizo lleno de personalidad.
Heaven Tonight se ha hecho también famoso por ser el primer álbum grabado con un bajo de doce cuerdas.

## Lista de canciones
El LP original de 1978 consta de once canciones, con una duración total de 43 minutos y 42 segundos. El material fue compuesto en su totalidad por los miembros del grupo, a excepción de la versión del «California Man» de The Move.

### Cara Uno
1. «Surrender» (Nielsen); 4:16
2. «On Top of the World» (Nielsen); 4:01
3. «California Man» (Wood); 3:44
4. «High Roller» (Nielsen, Petersson, Zander); 3:58
5. «Auf Wiedersehen» (Nielsen, Petersson); 3:42

### Cara Dos
1. «Takin' Me Back» (Nielsen); 4:52
2. «On the Radio» (Nielsen); 4:33
3. «Heaven Tonight» (Nielsen, Petersson); 5:25
4. «Stiff Competition» (Nielsen); 3:40
5. «How Are You?» (Nielsen, Petersson); 4:21
6. «Oh Claire» (Carlos, Nielsen, Petersson, Zander); 1:10

Entre las más célebres canciones del disco se cuentan, aparte del tema «Heaven Tonight» que le da título, «Auf Wiedersehen», «Stiff Competition», y sobre todo el himno juvenil «Surrender», que entró en el Billboard Hot 100 de Estados Unidos (nº62).